# Emel Aykanat
Emel Aykanat, née le 8 juin 1975, est une chanteuse suisse d'origine turque qui se produit sous le nom d'Emel.

## Biographie
À l'âge de 17 ans, Emel est choriste pour Six Was Nine et Andrew Roachford lors de leurs tournées européennes.
Elle obtient son premier succès[réf. nécessaire] en 1993 en chantant dans Somebody Dance With Me de DJ BoBo. Elle publie son propre premier album Can We Talk en 1996 ; en Allemagne, il est soutenu par Jam FM. Elle chante le refrain de la chanson Du liebst mich nicht de Sabrina Setlur.
En 2001, elle fait un duo avec Bligg, Alles scho mal ghört qui atteint les dix meilleures ventes en Suisse[réf. nécessaire]. En 2003, elle participe à la chanson Juste Nous Trois de Stress sur l'album Billy Bear. En 2005, elle participe à la tournée de Fettes Brot pour accompagner la chanson Kuba.
En novembre 2011, elle sort She pour représenter la Suisse au Concours Eurovision de la chanson 2012. Elle est éliminée lors de la finale de sélection.

## Discographie
Singles
- 1996 : Sunshine
- 1997 : On And On
- 1999 : Everything
- 2001 : Alles scho mal ghört (avec Bligg)
- 2008 : Wenn es regnet
- 2011 : She

Albums
- 1996 : Can We Talk
- 1999 : Free
- 2007 : Komm in mein Leben
- 2012 : She

## Source de la traduction
- (de) Cet article est partiellement ou en totalité issu de l’article de Wikipédia en allemand intitulé « Emel (Sängerin) » (voir la liste des auteurs).